# Cyathea hombersleyii
Cyathea hombersleyii är en ormbunkeart som först beskrevs av William Ralph Maxon, och fick sitt nu gällande namn av Robert G. Stolze. Cyathea hombersleyii ingår i släktet Cyathea och familjen Cyatheaceae. Inga underarter finns listade.